# Podhoroď
Podhoroď je naseljeno mjesto u okrugu Sobrance u Košickom kraju u Slovačkoj.

## Stanovništvo
| Godina:     | 1993. | 2003.    | 2013.   | 2023.    |
| ----------- | ----- | -------- | ------- | -------- |
| Broj ljudi: | 452   | 403      | 378     | 315      |
| Razlika:    |       | -10,84 % | -6,20 % | -16,66 % |

| Godina:     | 2022. | 2023.   |
| ----------- | ----- | ------- |
| Broj ljudi: | 326   | 315     |
| Razlika:    |       | -3,37 % |

Prema podatcima o broju stanovnika iz 2023. godine naselje je imalo 315 stanovnika.

## Vanjske poveznice
|  | Zajednički poslužitelj ima još gradiva o temi Podhoroď |

- Službena stranica naselja (sl.)